# Landgericht Hildesheim

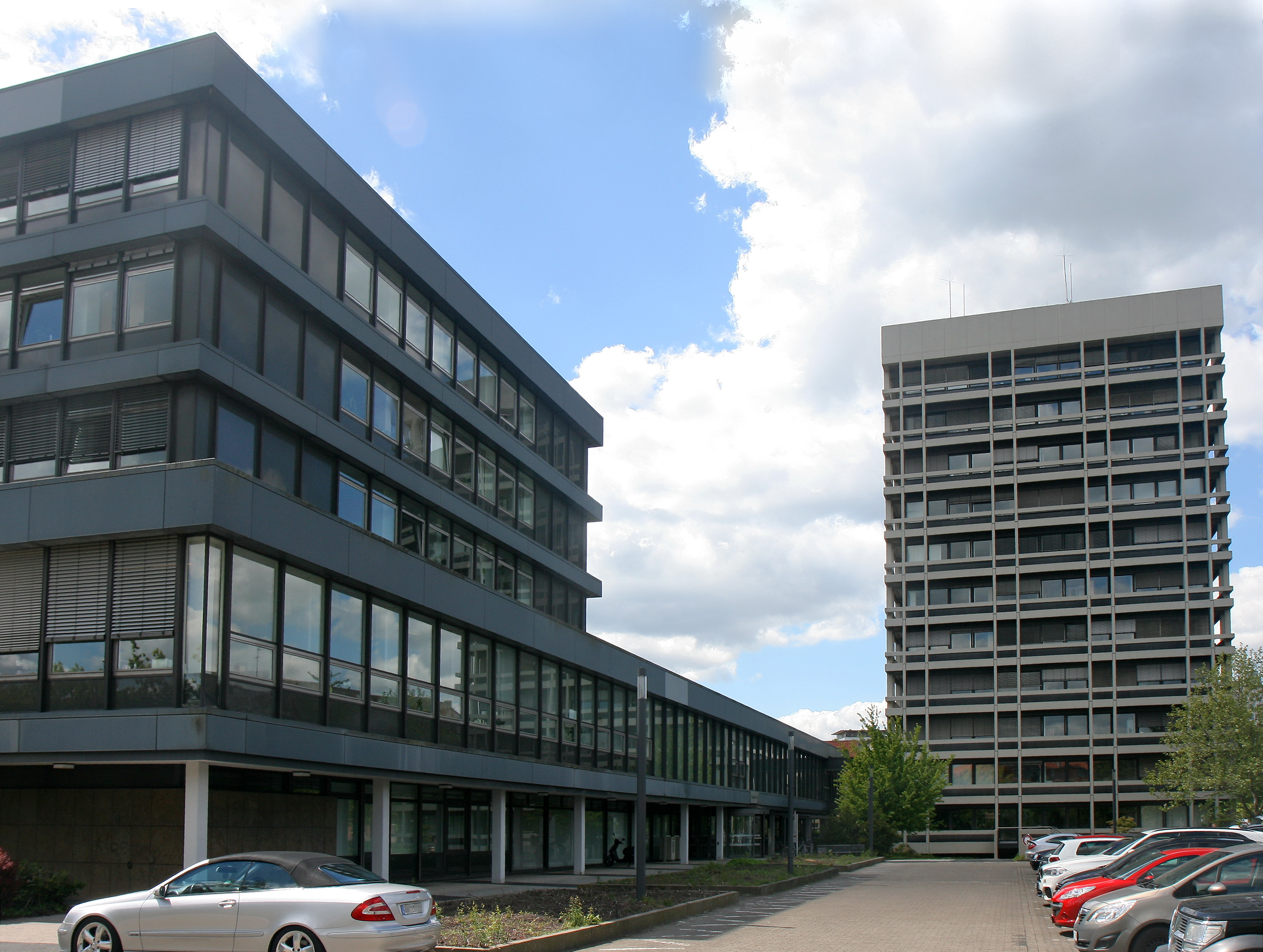
Gerichtsgebäude Kaiserstraße 60 (2019)

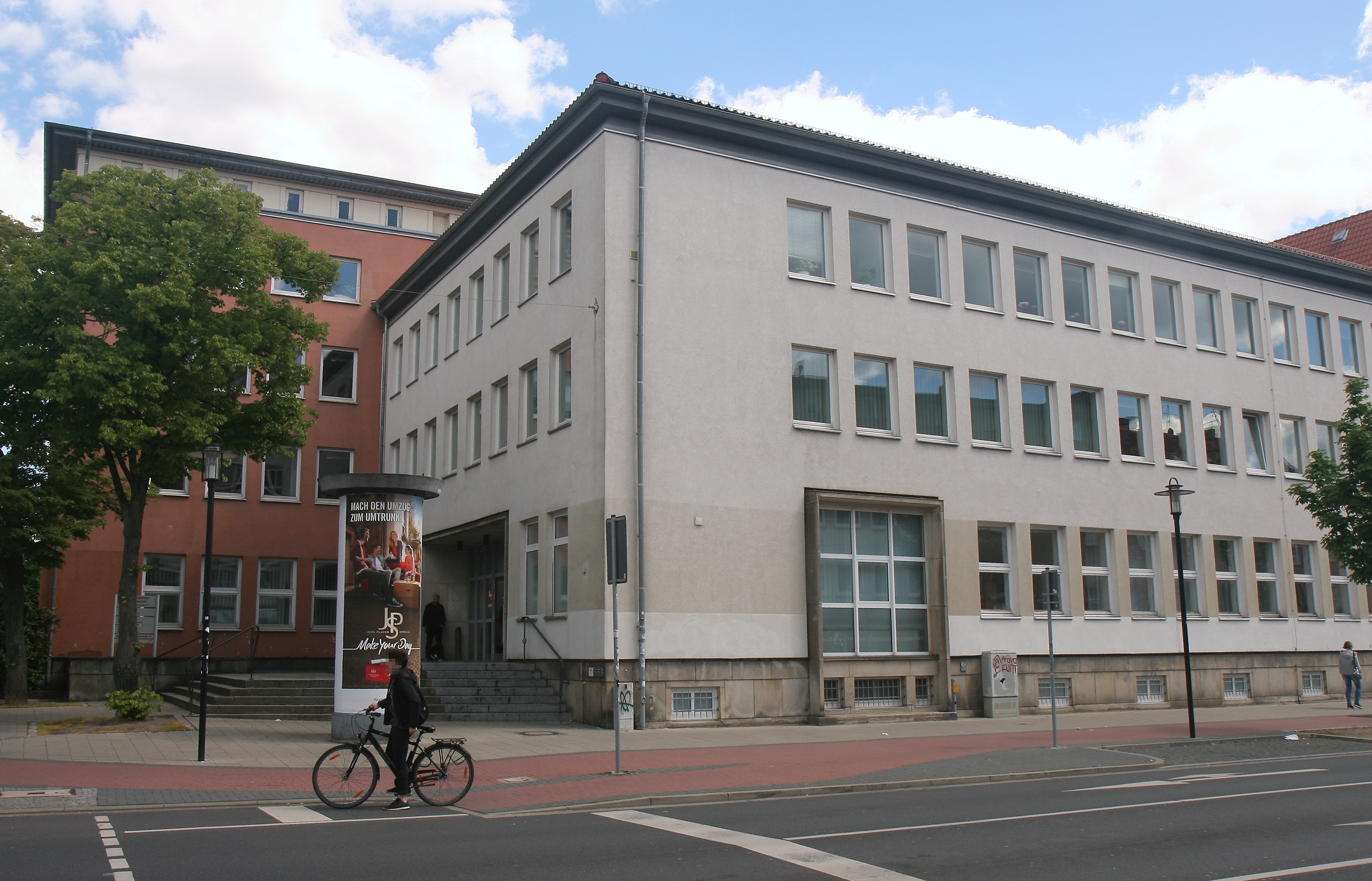
Nebenstelle Bahnhofsallee 37 (2019)

Das Landgericht Hildesheim ist neben den Landgerichten Bückeburg, Hannover, Lüneburg, Stade und Verden eines von sechs Landgerichten im Bezirk des Oberlandesgerichts Celle. Es hat seinen Sitz in Hildesheim.

## Organisation
Zum Bezirk des Landgerichts Hildesheim gehören die Amtsgerichte in Alfeld, Burgdorf, Elze, Gifhorn, Hildesheim, Holzminden, Lehrte und Peine. Das Landgericht Hildesheim hat 739.612 Gerichtseingesessene. Übergeordnetes Gericht ist das Oberlandesgericht Celle.
Präsident des Landgerichts ist Jan-Michael Seidel. Es bestehen acht Zivilkammern und zwei Kammern für Handelssachen, acht große Strafkammern, sechs kleine Strafkammern, drei Strafvollstreckungskammern und sechs Kammern für Bußgeldsachen (Stand 2023). Es sind 47 Berufsrichter am Landgericht Hildesheim tätig.

## Geschichte
Am 1. Oktober 1852 wurde das neu gegründete Obergericht Hildesheim als eines von zwölf Obergerichten im damaligen Königreich Hannover eröffnet. Im Zuge des neuen Gerichtsverfassungsgesetzes wurde aus dem Obergericht 1879 das Landgericht Hildesheim. Der Bezirk des Landgerichts bestand aus den Kreisen Hildesheim, Liebenburg und Marienburg sowie dem größten Teil des Landkreises Gifhorn und einem Teil der Landkreises Celle. Im Landgerichtsbezirk wohnten 1888 zusammen 226.902 Personen. Am Gericht waren ein Präsident, ein Direktor und sieben Richter beschäftigt. Am Amtsgericht Celle war eine Strafkammer eingerichtet. Dem Landgericht waren elf Amtsgerichte zugeordnet. Dies waren die Amtsgerichte Alfeld, Bockenem, Burgdorf, Elze, Fallersleben, Gifhorn, Goslar, Hildesheim, Liebenburg, Meinersen und Peine.

## Richter
- Bernhard Breitenstein (Landgerichtsdirektor ab 1924)